# Siège d'Aquilée (238)
Le siège d'Aquilée en 238 constitue la phase finale du règne de Maximin Ier le Thrace, qui arrive en Italie avec les armées pannoniennes, et y est arrêté à Aquilée par la population locale, dans la quatrième ville impériale par le nombre d'habitants, avant d'atteindre Rome, l'année des six empereurs. La faim, à laquelle son armée est réduite, conduit à une révolte parmi ses troupes et à la mort de l'empereur romain qui, avec la mort de Sévère Alexandre, a mis fin à la dynastie des sévères et au début de la période de l'Anarchie militaire.

## Contexte historique
Après la mort des deux empereurs Gordiens et l'échec de la révolte en Afrique contre le pouvoir impérial de Maximin le Thrace, en détestation du Sénat romain, les sénateurs décident de poursuivre la résistance en élisant deux coempereurs et Auguste, Maxime Pupien, qui avait été préfet de Rome, et Balbin,, fin avril-début mai 238. Cependant, une faction à Rome préfère le neveu de Gordien Ier, Gordien III, à tel point que d'âpres combats ont lieu dans les rues de Rome : Balbin et Pupien s'accordent alors pour proclamer le jeune Gordien César,.
Les trois adversaires de Maximin peuvent compter sur des milices composées de conscrits et de groupes de jeunes, tandis que l'empereur dispose d'une importante armée issue d'années de guerres. Maximin, ayant alors compris que la haine que lui porte le Sénat romain « n'aurait jamais de fin », décide de marcher rapidement sur la ville pour anéantir ses adversaires. Il ne tient pas compte des difficultés liées à la traversée des Alpes à la fin de l'hiver et son armée est ralentie par la guérilla menée par les défenseurs dans le nord de l'Italie,.
Hérodien raconte la marche de l'armée qui traverse les Alpes et descend dans la plaine d'Aquilée avec un ordre de marche en forme de grand rectangle, afin d'occuper la majeure partie de la plaine en contrebas, plaçant les bagages lourds, les vivres et les chars au centre de la formation, Maximin prenant lui-même le commandement de l'arrière-garde, suivant le gros de son armée. Les escadrons de cavalerie, les troupes de Maures armés de javelot et les archers orientaux marchent sur chaque flanc. L'empereur a également amené avec lui un nombre important de troupes auxiliaires de Germains, qui sont placées à l'avant-garde, pour résister aux premiers assauts de l'ennemi. Ces hommes extrêmement cruels et audacieux sont très habiles dans les premières phases de la bataille et, en tout cas, remplaçables et certainement plus efficaces que les légions.
Arrivé à proximité d'Emona (aujourd'hui Ljubljana), Maximin croit trouver une armée prête à le combattre, et au lieu de cela, il découvre que tous les habitants de la région se sont retranchés dans la ville, emportant tout ce qui pouvait fournir des provisions à l'ennemi, de sorte que Maximin et son armée sont réduits à la famine. Cela génère les premiers mécontentements parmi ses soldats, d'abord contenus dans le silence, puis se traduisant par une haine ouverte envers leur commandant. Maximin trouve Emona vide et dépourvue de toute denrée alimentaire : tout a été auparavant détruit par les habitants, qui ont abandonné la ville. Maximin se réjouit bêtement, croyant que toute la population a fui à son arrivée. Après être resté une nuit, il repart et franchit les Alpes, sans rencontrer aucune opposition.

## Siège

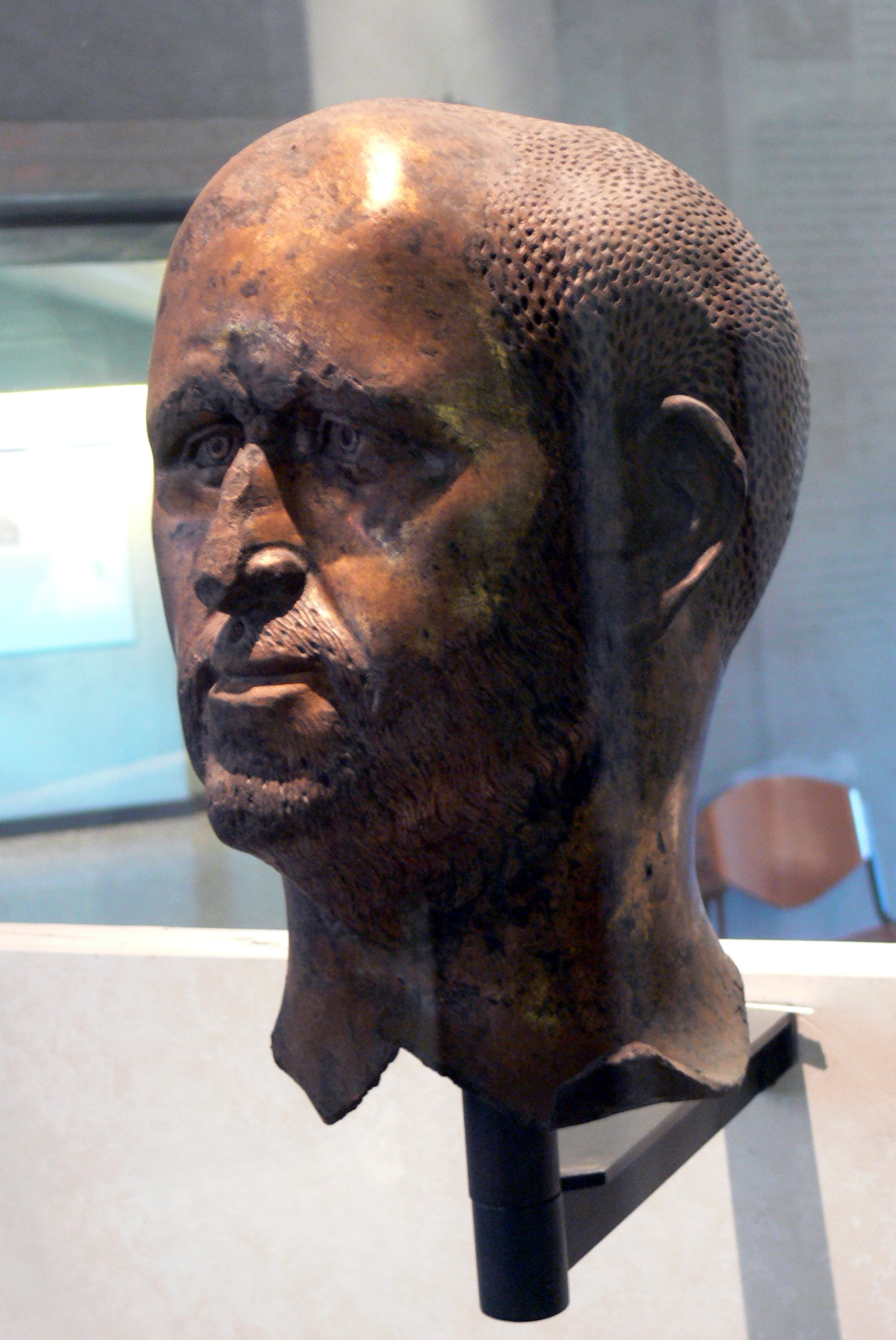
Buste en bronze, peut-être de Maximin Ier le Thrace, musée archéologique de la ville.

Lorsque l'armée de Maximin arrive en vue d'Aquilée, située à l'intersection d'importantes voies de communication et de stockage de vivres et de matériel nécessaires aux soldats, la ville ferme ses portes à l'empereur, dirigée par deux sénateurs nommés par le Sénat, Rutilio Pudente Crispino et Tullio Menofilo, qui ont disposé de nombreux hommes armés tout au long des murs qui, entre-temps, ont été renforcés et équipés de nouvelles tours. Hérodien raconte que la première attaque contre les murs de la ville est repoussée.
Maximin prend alors une décision fatale : au lieu de fondre rapidement sur la capitale avec ses armées, il assiège la ville d'Aquilée, permettant à ses adversaires de s'organiser : Maxime Pupien, à qui l'on a confié la conduite de la guerre (alors que Balbin est chargé de la défense de Rome), atteint Ravenne d'où il dirige la défense de la ville assiégée,,.
Bien que l'équilibre des forces soit toujours à l'avantage de Maximin, le siège se poursuit maintenant en vain car les habitants d'Aquilée ont fait d'abondantes réserves de nourriture avant l'arrivée des armées impériales, ayant également de nombreux puits d'eau au centre-ville. Aucun signe d'affaiblissement n'est envoyé par la population de la ville, rien de parvient à saper l'esprit de résistance des Aquiliens, grâce surtout au sénateur Crispino.
Lorsque les émissaires reviennent sans succès au camp de Maximin, ce dernier, furieux, se dirige plus rapidement vers la ville. Mais lorsqu'il arrive à un grand fleuve, l'Isonzo, à seize milles d'Aquilée, il le juge très large et très profond. Hérodien ajoute que les Aquiliens ont détruit tous les ponts et que la chaleur de ce printemps a fait fondre la glace des montagnes voisines, à tel point que les rivières sont en crue. Maximin tente alors de faire passer le fleuve à gué à ses auxiliaires germains, mais nombre d'entre eux se noient, submergés par le courant des rapides. Il construit alors un pont en utilisant les tonneaux pour expédier le vin (utilisé par les habitants de la région), traverse la rivière et commence à assiéger Aquilée depuis les environs immédiats, avec toutes sortes d'engins de siège. Les Aquiliens, pour leur part, se défendent par tous les moyens, grâce aussi à l'appui de femmes, d'enfants et de vieillards, qui aident comme ils peuvent.
Au milieu de la bataille, Maximin, avec son fils Gaius Giulio Vero Massimo qui a reçu le titre de César, incite l'armée à attaquer, contournant les murs et gardant une distance de sécurité des tirs de l'ennemi, lançant des commandes aux siens et pestant contre la population locale, mais cela ne donne rien. Les Aquiliens  commencent alors à lancer des pierres incendiaires recouvertes de poix et d'huile d'olive sur les assiégeants, versant un liquide bouillant composé de bitume et de soufre sur leurs assaillants, à l'aide d'une série de longues poignées. Ce liquide ardent est porté haut sur les murs, puis déversé sur les soldats qui assiègent la ville, agissant comme une pluie de feu.
De nombreux soldats de Maximin périssent de graves brûlures, défigurés par les flammes, souvent extraits de force de leur armure de métal incandescent. Les Aquiliens tirent simultanément des flèches de feu qui se coincent dans les engins de siège ennemis, maintenant proches des murs de la ville, réussissant à détruire beaucoup d'entre eux, consumés par les flammes.
En fin de compte, la pénurie de nourriture de l'armée romaine, l'exposition continue aux phénomènes atmosphériques (soleil et pluie), la discipline rigide imposée par l'empereur, les succès continus des Aquiliens (qui peuvent au contraire disposer d'abondantes réserves d'eau et de nourriture), la politique de la terre brûlée adoptée par le Sénat romain tout autour d'Aquilée, plaçant de fait l'armée assiégeante en état de siège, en plus de la colère de Maximin, incapable d'assaillir les murs de la ville de manière décisive, provoque l'hostilité des troupes envers l'empereur, et une révolte en résulte.
Le Sénat a toujours envoyé, dans toutes les villes, d'anciens préteurs et questeurs, pour disposer partout des mesures de sécurité pour se défendre d'éventuelles attaques de Maximin, à tel point que ce dernier se trouve dans une position critique, étant lui-même assiégé, avec tout le monde romain qui lui est hostile.
Le 10 mai 238, les soldats de la Legio II Parthica (habituellement stationnés dans la castra d'Albana), pris de peur, vers midi, lors d'un moment de pause dans le combat, arrachent leurs insignes militaires pour signaler leur déposition, puis assassinent dans son camp Maximin et son fils Massimo, alors que les deux sont couchés dans leur tente. Leurs collaborateurs les plus proches périssent avec eux,,. Fichant leurs têtes sur des piques, ils les montrent aux Aquiliens, tandis que leurs corps sont exposés aux chiens et aux oiseaux.

## Conséquences
Quand les soldats apprennent la mort de Maximin, certains d'entre eux sont étonnés. Puis, après avoir déposé leurs armes, ils s'approchent des murs d'Aquilée, cette fois en paix, espérant que les habitants leur ouvriront leurs portes et les accueilleront en toute amitié. Les généraux d'Aquilée préfèrent cependant garder les portes fermées, leur montrant les statues des trois nouveaux empereurs, Maxime Pupien, Balbin et Gordien III Cesare, les applaudissant et demandant que les ex-soldats de Maximin se rallient également aux empereurs choisis par le Sénat et le peuple romain. Peu de temps après, ils créent un marché destiné aux soldats sous les murs, et mettent en vente notamment des provisions suffisantes de nourriture, de boissons, de vêtements et de chaussures. Le lendemain, une assemblée générale est convoquée, où tous les soldats prêtent un serment d'allégeance aux trois nouveaux souverains. Habitants et soldats se réconcilient, bien que les jours suivants, l'armée reste campée autour des murs d'Aquiliée, comme si elle allait encore l'assiéger.
À Rome, pendant ce temps, les statues et les bustes de Maximin sont démolis, tandis que son préfet du prétoire est assassiné avec d'autres amis à lui. Puis les têtes des deux ex-souverains, père et fils, sont envoyées à la ville, tandis que leurs corps sont mutilés et donnés aux chiens, un supplice post mortem. Le Sénat élit l'empereur Gordien III, âgé de treize ans et ordonne la damnatio memoriae pour Maximin.

## Postérité
La bataille a été dramatisée dans la pièce le Siège d'Aquilée, une  tragédie de 1760 de John Home (1722-1808) et dans le livre de Ian S. Collins Spartinius.